# Miyakejima

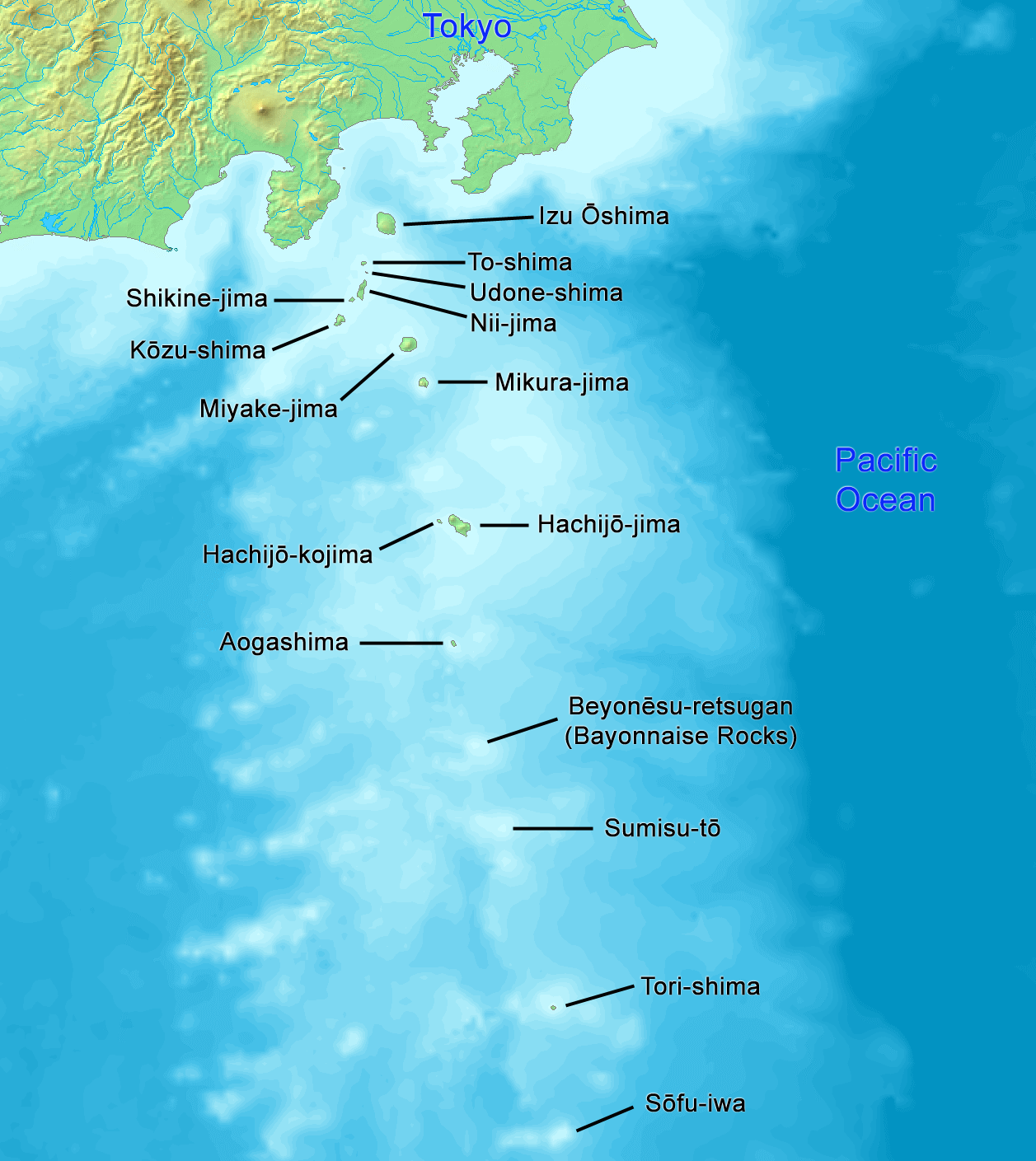
Izuöarna, Miyakejima övre halvan

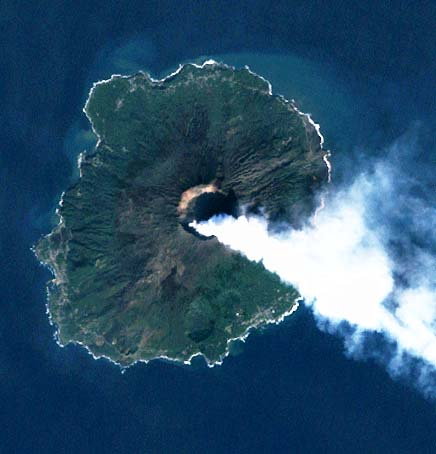
bild över Miyakejima

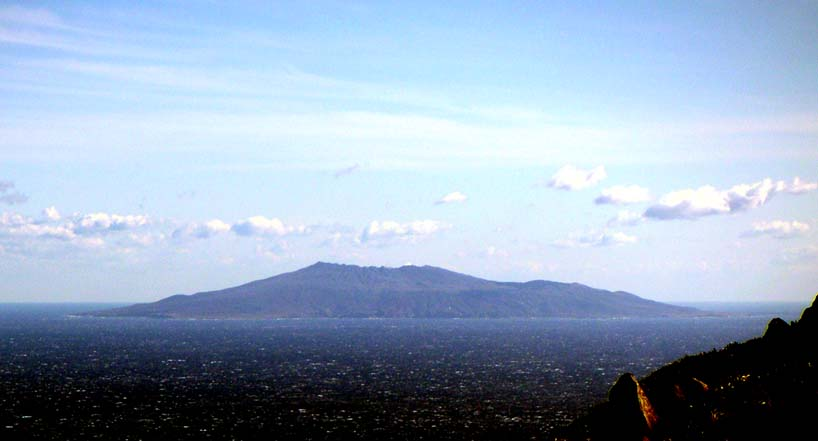
Miyakejima

Miyakejima (japanska  (三宅島?) Miyakejima) är en ö bland Izuöarna i nordvästra Stilla havet och tillhör Japan.

## Geografi
Miyakejima ligger cirka 180 kilometer söder om Tokyo och ca 60 km söder om huvudön Izu-Ōshima. 
Ön är av vulkaniskt ursprung och har en areal om ca 55,50 km² med en diameter på ca 8,5 km. Den högsta höjden är den aktiva vulkanen O-Yama  på cirka 815 m ö.h. Ön ingår i också i nationalparken "Fuji-Hakone-Izu National Park".
Befolkningen uppgår till ca 2 900 invånare där de flesta bor i huvudorten Ako på öns sydvästra del och övriga större orter Igaya, Izu, Kamitsuki, Okubo, Tsubota och Usugi.  Förvaltningsmässigt utgör ön området "Miyake-mura" (Miyake-by) och är del i subprefekturen Miyake-shichō (tillsammans med Mikura-jima) som tillhör Tokyo prefekturen på huvudön Honshu.
Öns lilla flygplats Miyakejima Kūkō (Miyakejima airport, flygplatskod "MYE") har kapacitet för lokalt flyg, ön kan även nås med fartyg , det finns regelbundna färjeförbindelse med Tokyo på fastlandet och huvudön Izu-Oshima.

## Historia
Det är osäkert när Izuöarna upptäcktes men de har varit bebodda i flera tusen år. 
Redan under Edoperioden under Tokugawaklanen användes Miyakejima till exil för kriminella.
1878 under Meijirestaurationen blev området en del i Tokyo prefekturen.
1936 skapades nationalparken "Fuji-Hakone-Izu National Park" och området införlivades i parkområdet 1964. 
1940 hade öns vulkan ett av många utbrott i modern tid och då omkom 11 människor.
1943 omstrukturerades Tokyos förvaltningsstruktur och områdets förvaltning övergick till "Tokyo-to-cho" (länsstyrelsen för Tokyo, engelska "Tokyo Metropolitan Government") som de tillhör idag.
Den 14 juli 2000 började ytterligare ett vulkanutbrott och hela öns befolkning evakuerades, dessa tilläts att återvända först den 1 februari 2005.
Den 23 augusti 2006 hade öns vulkan sitt senaste registrerade utbrott.